# 김포군

기

김포군(金浦郡)은 경기도 김포시의 이전 행정구역이다. 1998년 4월 1일에 도농통합시 김포시로 승격되었다.

## 역사1914년의 행정구역[2]과 현재의 행정구역 비교
| 1914년          | 1914년 | 현재          | 현재 |
| 면              | 리 | 구·읍·면      | 동·리 |
| --------------- | --- | ------------- | --- |
| 군내면 (郡內面) | 북변리, 걸포리, 감정리, 운양리, 장기리, 풍무리, 근계리                                                       | 김포시        | 북변동, 걸포동, 감정동, 운양동, 장계리, 풍무동, 신전리 신평리                                                |
| 검단면 (黔丹面) | 대곡리, 불로리, 마전리, 금곡리, 오류리, 왕길리, 당하리, 원당리                                               | 인천 서구     | 대곡동, 불로동, 마전동, 금곡동, 오류동, 왕길동, 당하동, 원당동                                               |
| 고촌면 (高村面) | 향산리, 풍곡리, 태리, 신곡리, 전호리                                                                         | 김포시 고촌읍 | 향산리, 풍곡리, 태리, 신곡리, 전호리                                                                         |
| 양촌면 (陽村面) | 마산리, 구래리 일부                                                                                          | 김포시        | 마산동, 구래동                                                                                               |
| 양촌면 (陽村面) | 학운리, 대포리, 유현리, 구래리 일부, 양곡리, 누산리, 석모리, 흥신리                                          | 김포시 양촌읍 | 학운리, 대포리, 유현리, 구래리, 양곡리, 누산리, 석모리, 흥신리                                               |
| 양촌면 (陽村面) | 마송리, 도사리, 수참리                                                                                       | 김포시 통진읍 | 마송리, 도사리, 수참리                                                                                       |
| 월곶면 (月串面) | 옹정리, 동을산리, 귀전리, 고정리, 서암리                                                                     | 김포시 통진읍 | 옹정리, 동을산리, 귀전리, 고정리, 서암리                                                                     |
| 월곶면 (月串面) | 군하리, 포내리, 갈산리, 고양리, 고막리, 보구곶리, 성동리, 용강리, 개곡리, 조강리                             | 김포시 월곶면 | 군하리, 포내리, 갈산리, 고양리, 고막리, 보구곶리, 성동리, 용강리, 개곡리, 조강리                             |
| 대곶면 (大串面) | 쇄암리, 석정리, 송마리, 대명리, 신안리, 거물대리, 초원지리, 오니산리, 대능리, 대벽리, 상마리, 약암리, 율생리 | 김포시 대곶면 | 쇄암리, 석정리, 송마리, 대명리, 신안리, 거물대리, 초원지리, 오니산리, 대능리, 대벽리, 상마리, 약암리, 율생리 |
| 대곶면 (大串面) | 가현리 | 통진읍        | 가현리 |
| 하성면 (霞城面) | 전류리, 마곡리, 석탄리, 원산리, 하사리, 봉성리, 가금리, 후평리, 마조리, 시암리, 신리, 양택리                 | 김포시 하성면 | 전류리, 마곡리, 석탄리, 원산리, 하사리, 봉성리, 가금리, 후평리, 마조리, 시암리, 마근포리, 양택리             |
| 양동면 (陽東面) | 양화리 | 서울 영등포구 | 양화동 |
| 양동면 (陽東面) | 목동리, 신당리, 신정리                                                                                       | 서울 양천구   | 목동, 신월동, 신정동                                                                                         |
| 양동면 (陽東面) | 가양리, 마곡리, 등촌리, 염창리, 화곡리                                                                       | 서울 강서구   | 가양동, 마곡동, 등촌동, 염창동, 화곡동                                                                       |
| 양서면 (陽西面) | 내발산리, 외발산리, 송정리, 과해리, 방화리, 개화리                                                           | 서울 강서구   | 내발산동, 외발산동, 공항동, 과해동, 방화동, 개화동                                                           |

| Daedongyeojido (Gyujanggak) 13-05.jpg |  |
|                                       |  |

예로부터 검포(黔浦) 또는 김포로 불렸고, 원래의 영역은 현재의 김포시내와 고촌읍, 인천 서구 검단 일대였다. 백제 영토였다가 일시 고구려 영토가 되었다. 757년, 경덕왕 16년에 행정제도 개편으로 장제군(長堤郡)의 영현이 되었다. 1182년 고려 명종(明宗)2년에 감무를 두었으며, 1198년 고려 신종 원년에 어태(御胎)를 매장하고 현령을 두었다. 조선시대인 1414년 태종 14년부터 2년간 양천현과 통합해 금양현(金陽縣)으로 이름을 붙였다가 재분할하였다. 1632년 인조 10년 북성산(北城山)에 장릉(章陵)이 조영된 뒤 군으로 승격되었다.
- 1895년 6월 23일 : 23부제로 행정구역이 재편되면서 인천부 김포군이 되었다가 다시 13도제로 경기도에 속하였다.
- 1914년 4월 1일 : 일제의 행정구역 통폐합으로 김포군을 중심으로 통진군(양촌읍 등 현재 김포시의 북부 읍·면)과 양천군(현재 서울특별시 양천구·강서구)이 합쳐졌다.[13]

| 조선총독부령 제111호 |                |                                                                      |
| 구 행정구역 | 신 행정구역    | 신 행정구역                                                          |
| 김포군 군내면(郡內面) 옹자정리/감정리, 홍도평리/걸포리 일부, 동변리/서변리/북변리 | 군내면         | 감정리, 걸포리, 북변리                                               |
| 김포군 현내면(縣內面) 신리/사우리, 풍무리/유현리/당곡리 | 군내면         | 사우리, 풍무리                                                       |
| 김포군 석한면(石閑面) 청수동/발산리/운양리/천현리, 운유하리/고창리/장기리 | 군내면         | 운양리, 장기리                                                       |
| 김포군 검단면(黔丹面) 좌동/신리/금곡리 일부, 마전리/여래리, 반월촌/대촌/봉화촌/오류동, 안동포/왕길리/소왕길리/동사곶리                                                                                                | 검단면         | 금곡리, 마전리, 오류리, 왕길리                                       |
| 김포군 마산면(馬山面) 대곡리/두곡리, 불로리/목지리/갈매리 | 검단면         | 대곡리, 불로리                                                       |
| 김포군 노장면(蘆長面) 족저리/독정리/당하리 일부, 고산리/고산하리/발산리/원당리 | 검단면         | 당하리, 원당리                                                       |
| 김포군 고란태면(高蘭台面) 이화촌/신촌/태리/준산리, 풍곡리/신동, 한기리/향산리 | 고촌면         | 태리, 풍곡리, 향산리                                                 |
| 김포군 임촌면(臨村面) 화기리/신곡리, 평리/전호리 | 고촌면         | 신곡리, 전호리                                                       |
| 양천군 군내면(郡內面) | 양동면(陽東面) | 가양리, 마곡리                                                       |
| 양천군 남산면(南山面) | 양동면(陽東面) | 등촌리, 목동리, 양화리, 염창리, 화곡리                               |
| 양천군 장군소면(將軍所面) | 양동면(陽東面) | 신당리(新堂里), 신제리(新帝里)                                       |
| 양천군 가곡면(加谷面) 신정리/장산리/내과해리/외과해리, 원당리/내발산리, 눌어리/소율리/송정리, 외발산리 | 양서면(陽西面) | 과해리, 내발산리, 송정리(松亭里), 외발산리                           |
| 양천군 삼정면(三井面) 개화리/사상동/내부석리/외부석리, 능리/정곡리/치현리 | 양서면(陽西面) | 개화리, 방화리                                                       |
| 통진군 군내면(郡內面) 갈산리/점동, 고읍리/초막동, 고양포/능동, 군하리, 옹정리, 포내리 | 월곶면         | 갈산리, 고막리, 고양리, 군하리, 옹정리, 포내리                       |
| 통진군 월여곶면(月餘串面) 개야리/입곡리/조산현, 고척산리/남정동, 검암리/서명동, 돌산리/조강포 | 월곶면         | 개곡리, 고정리, 서암리, 조강리                                       |
| 통진군 보구곶면(甫口串面) 보구곶리, 성내리/동막리, 흥룡리/강녕포 | 월곶면         | 보구곶리, 성동리, 용강리                                             |
| 통진군 질전면(迭田面) 귀로리 일부/질전리, 동을산리/원통리 일부, 원통리 일부/등산리 | 월곶면         | 귀전리, 동을산리                                                     |
| 통진군 질전면(迭田面) 귀로리 일부/질전리, 동을산리/원통리 일부, 원통리 일부/등산리 | 하성면         | 원산리                                                               |
| 통진군 하음면(霞陰面) 봉성리, 하은동/사초리 | 하성면         | 봉성리, 하사리                                                       |
| 통진군 봉성면(奉城面) 마동리/마서리/두곡리 일부, 석탄리/두곡리 일부, 전류리 | 하성면         | 마곡리, 석탄리, 전류리                                               |
| 통진군 소이포면(所伊浦面) 금포리/두월리/가좌동, 수곡리/마조리, 마음리/마근포, 양존리/택동, 적지리/동시암리/서시암리, 가작동/포창리/후평리/사지노리                                                                    | 하성면         | 가금리, 마조리, 신리, 양택리, 시암리, 후평리                         |
| 통진군 대파면(大坡面) 거물대리, 대파리/능동리/어모고리/벽정리 일부, 벽정리 일부/어모노리, 모정리/율촌리/종생리/초원지리 일부, 약산리/하적암리, 오니산리/(양릉면) 오라리 일부, 초원지리 일부, 대촌리/상적암리/도마산리 | 대곶면         | 거물대리, 대릉리, 대벽리, 율생리, 약암리, 오니산리, 초원지리, 상마리 |
| 통진군 고리곶면(古里串面) 대명촌, 쇄암리, 상신촌/안행동, 석정리, 송아리/마당포 | 대곶면         | 대명리, 쇄암리, 신안리, 석정리, 송마리                               |
| 통진군 반이촌면(半伊村面) 가잠리 일부/사현리/해잠리, 속사리/도리곶리/장림리/둔벌리, 마송리, 수참리, 배올리/불당리/신촌리/가잠리 일부                                                                                  | 대곶면         | 가현리                                                               |
| 통진군 반이촌면(半伊村面) 가잠리 일부/사현리/해잠리, 속사리/도리곶리/장림리/둔벌리, 마송리, 수참리, 배올리/불당리/신촌리/가잠리 일부                                                                                  | 양촌면         | 도사리, 마송리, 수참리, 흥신리                                       |
| 통진군 양릉면(陽陵面) 누산리/발산리/온산리, 대마산리/소마산리, 질곶리/석산리/모산리, 고단리/양릉리/오라리 일부/곡촌                                                                                                   | 양촌면         | 누산리, 마산리, 석모리, 양곡리                                       |
| 통진군 상곶면(桑串面) 상곶리/구래동/(양릉면) 오라리 일부, 대포리/황포리/향모포/(김포군 검단면) 금곡리 일부, 고음달리/삭제리/학현리, 일류지리/누현동/(대곶면) 율생리 일부                                              | 양촌면         | 구래리, 대포리, 학운리, 유현리                                       |
9면 - 군내면, 검단면, 고촌면, 양촌면, 월곶면, 대곶면, 하성면, 양동면, 양서면
- 1936년 4월 1일 : 양동면 양화리를 경성부에 편입하였다.[14]
- 1938년 1월 1일 : 군내면을 김포면으로 개칭하였다.[15]
- 1958년 : 국제공항이 여의도에서 양서면 김포국제공항으로 이전하였다.
- 1963년 1월 1일 : 양동면, 양서면이 서울특별시 영등포구에 편입되었다.[16] (7면)

| 법률 제1172호 서울특별시·도·군·구의관할구역변경에관한법률                          |                                           |
| 구 행정구역                                                                        | 신 행정구역                               |
| 김포군 양동면 일원(가양리, 마곡리, 등촌리, 염창리, 목동리, 화곡리, 신당리, 신정리) | 서울특별시 영등포구 일부(양동출장소 일원) |
| 김포군 양서면 일원(내발산리, 외발산리, 송정리, 과해리, 방화리, 개화리)             | 서울특별시 영등포구 일부(양서출장소 일부) |
- 1973년 7월 1일 : 부천군 계양면(현 인천광역시 계양구)과 오정면(현 부천시 북부, 옛 오정구 전역 및 약대동, 도당동)이 김포군에 편입되었다.[17] (9면)
- 1975년 10월 1일 : 오정면이 부천시로 이관되었다. (8면)
- 1979년 5월 1일 : 김포면이 김포읍으로 승격하였다.[18] (1읍 7면)
- 1983년 2월 15일 : 양촌면 일부(마송리·도사리·수참리), 월곶면 일부(옹정리·고정리·서암리·귀전리·동을산리) 및 대곶면 가현리를 관할로 하여 통진면이 신설되었다.[19] (1읍 8면)
- 1989년 1월 1일 : 계양면이 인천직할시 북구에 편입되었다.[20] (1읍 7면)
- 1995년 3월 1일 : 검단면이 인천광역시로 이관되었다.[21] (1읍 6면)
- 1998년 4월 1일 : 김포군이 김포시로 개편되었다.[1] 김포읍을 폐지하고, 김포1·김포2·김포3동을 설치하였다.(6면 3행정동)

## 인구
김포군의 인구추이
| 연도   | 총인구    |  |
| ------ | --------- |  |
| 1960년 | 110,320명 |  |
| 1966년 | 84,990명  |  |
| 1970년 | 76,379명  |  |
| 1975년 | 91,768명  |  |
| 1980년 | 96,876명  |  |
| 1985년 | 110,976명 |  |
| 1990년 | 114,583명 |  |
| 1995년 | 107,684명 |  |